# Jan Nepomucen Zegrí Moreno
Jan Nepomucen Zegri Moreno (ur. 11 października 1831 w Grenadzie; zm. 17 marca 1905 w Maladze) – hiszpański Błogosławiony Kościoła katolickiego.

## Życiorys
Urodził się w bardzo religijnej rodzinie. W dniu 2 czerwca 1855 roku otrzymał święcenia kapłańskie. W 1878 roku założył zgromadzenie Sióstr Miłosierdzia Najświętszej Maryi Panny od Miłości. Został oskarżony o działalność niezgodną z nauczaniem Kościoła. Zmarł mając 74 lata w opinii świętości; dopiero po śmierci został oczyszczony z zarzutów.
Beatyfikował go Jan Paweł II 9 listopada 2003 roku.